# جوردن مكينتوش
جوردن مكينتوش هو كاتب أغاني كندي، ولد في 20 ديسمبر 1995 في أوتاوا في كندا.

## وصلات خارجية
- جوردن مكينتوش على موقع ميوزك برينز (الإنجليزية)